# Кашина Ђинестра е Мајно (Варезе)
Кашина Ђинестра е Мајно је насеље у Италији у округу Варезе, региону Ломбардија.
Према процени из 2011. у насељу је живело 73 становника. Насеље се налази на надморској висини од 288 м.